# 조남호 (1938년)
조남호(趙南浩, 1938년 3월 24일~2024년 4월 15일)는 대한민국의 방송국 PD 출신 정치인, 대학교수이다. 민선1·2·3기 서초구청장을 지냈다.

## 경력
- 1960년 서울중앙방송 PD 입사.
- 1973년 KBS 한국방송공사 PD.
- 1976년 KBS 한국방송공사 PD 직위 퇴임
- 1984년~1985년 서울특별시청 공보관
- 1985년~1987년 서울특별시청 보건사회국 국장
- 1988년~1989년 서울특별시 마포구청장
- 1989년~1991년 서울특별시청 환경녹지국 국장
- 1991년~1992년 서울특별시 동작구청장
- 1992년~1993년 서울특별시 성동구청장
- 1993년 서울특별시 서초구청장
- 2000년 미국 아칸소주 명예대사
- 2003년 한양대학교 지방자치대학원 겸임교수
- 2004년 성균관대학교 사회복지대학원 겸임교수
- 2005년 가톨릭대학교 사회복지대학원 특강겸임교수

## 학력
- 1951 서울재동국민학교 졸업
- 1954 중앙중학교 졸업
- 1957 중앙고등학교 졸업
- 1961 고려대학교 법과대학 법학과 학사
- 1973 서울대학교 행정대학원 행정학 석사
- 가톨릭대학교 대학원 사회복지학 박사

## 수상 내역
- 2002년 프랑스 레지옹 도뇌르 슈발리에 훈장[3]

## 사건 사고
- 1995년 7월 조남호 서초구청장이 삼풍백화점 희생자 위령제에서 유가족 30여명에게 10분간 집단 폭행을 당함[4]

## 역대 선거 결과
|  | 42.40% |

|  | 61.39% |

|  | 68.46% |

|  | 19.58% |

## 같이 보기
- 동작구청장
- 성동구청장
- 서초구청장